# Chansolme
Chansolme (en criollo haitiano Chansòl) es una comuna de Haití, que está situada en el distrito de Port-de-Paix, del departamento de Noroeste.

## Secciones
Está formado por las secciones de:
- Chansolme
- Beauvoir (también denominada Source Beauvoir)

## Demografía
| Gráfica de evolución demográfica de Chansolme entre 2009 y 2015 |
|                                                                 |

Los datos demográficos contemplados en este gráfico de la comuna de Chansolme son estimaciones que se han cogido de 2009 a 2015 de la página del Instituto Haitiano de Estadística e Informática (IHSI). 